# Makhdumpur Rashid
Makhdumpur Rashid é uma cidade do Paquistão localizada na província de Punjab.